# 弦楽四重奏曲第17番 (モーツァルト)
弦楽四重奏曲第17番 変ロ長調 K. 458 は、ヴォルフガング・アマデウス・モーツァルトが1784年に作曲した弦楽四重奏曲。フランツ・ヨーゼフ・ハイドンに捧げられた全6曲ある『ハイドン・セット』のうちの4曲目であり、『狩』（Jagdquartett）の愛称で知られ、モーツァルトの弦楽四重奏曲の中でも特に演奏頻度の高い作品の一つとなっている。

## 概要
モーツァルト自身による作品目録によれば、本作は1784年の11月9日にウィーンで完成したと記されており、よく知られているように、翌年の2月12日に父レオポルトやハイドンらを招いた音楽会で第18番（K. 464）や第19番『不協和音』（K. 465）と共に演奏された（なお、この音楽会の前日には『ピアノ協奏曲第20番 ニ短調』（K. 466）の初演も行われている）。
この音楽会に立ち会った父レオポルトは、ザルツブルクにいるモーツァルトの姉ナンネルに宛てた手紙の中で次のように記している。
| 「 | （前日の演奏会の）翌日の晩にはヨーゼフ・ハイドン氏と2人のティンティ男爵が訪ねて来られて、ヴォルフガングの作曲した3曲の新しい弦楽四重奏曲を演奏した。すでに私たちが知っている例の3曲に、あの子はさらにこの3曲をつけ加えたのだ。今度の3曲は前のにくらべて幾分やさしいのだが、すばらしい出来栄えだ。ハイドン氏は私にこう言われた。『私は神に誓って正直に申し上げますが、あなたの御子息は、私が知る最も偉大な作曲家です。御子息は趣味が良く、その上、作曲に関する知識を誰よりも豊富にお持ちです』…… | 」 |

### 愛称の由来
『狩』という愛称は、第1楽章の冒頭に出てくる主題が狩猟の際に使われる角笛の響きを連想させることからそう呼ばれるようになったものであり、モーツァルト自身がそう命名した訳ではなく、また狩を描写した音楽でもない。

## 曲の構成
全4楽章、演奏時間は約25分。
- 第1楽章 アレグロ・ヴィヴァーチェ・アッサイ
変ロ長調、8分の6拍子、ソナタ形式。
- 第2楽章 メヌエット：モデラート - トリオ
変ロ長調、4分の3拍子。
- 第3楽章 アダージョ
変ホ長調、4分の4拍子、展開部を欠くソナタ形式。
- 第4楽章 アレグロ・アッサイ
変ロ長調、4分の2拍子、ソナタ形式。